# Liroy

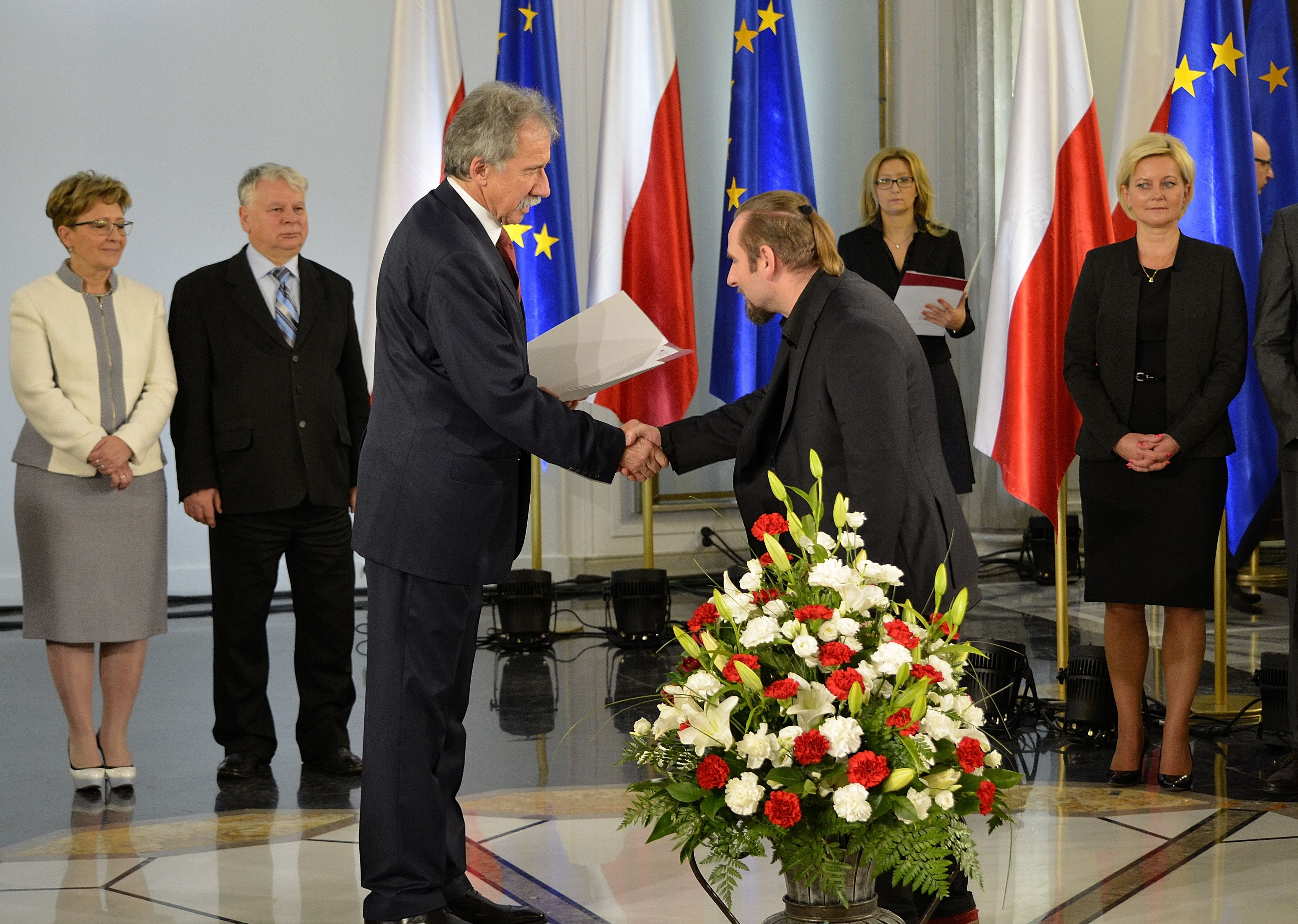
Piotr Liroy-Marzec odbierający z rąk przewodniczącego Państwowej Komisji Wyborczej, Wojciecha Hermelińskiego, zaświadczenie o wyborze na posła VIII kadencji Sejmu (2015)

Liroy, właśc. Piotr Krzysztof Liroy-Marzec (ur. 12 lipca 1971 w Busku-Zdroju jako Piotr Krzysztof Marzec) – polski raper, producent muzyczny, przedsiębiorca i polityk. Członek sekcji muzyki rozrywkowej Akademii Fonograficznej ZPAV, poseł na Sejm VIII kadencji (2015–2019).
Za sprawą wydanej w 1995 płyty Alboom, sprzedanej w nakładzie przekraczającym 500 tysięcy egzemplarzy, osiągnął największy sukces komercyjny w historii polskiego hip-hopu. Liroy sprzedał ponad milion egzemplarzy swoich płyt, według stanu na 2020 najwięcej spośród polskich raperów. Występował również jako L, Scyzoryk, Szaka-L, 041, Kingpin, Grand Papa Rapa czy P.M. Cool Lee.
Kilkukrotny laureat nagrody polskiego przemysłu fonograficznego Fryderyk. Współpracował z wykonawcami, takimi jak Ice-T, Wzgórze Ya-Pa 3, Mieczysław Szcześniak, Art of Beatbox, Borixon, Lionel Richie, Katarzyna Skrzynecka, Kayah czy Michał Urbaniak.

## Życiorys

### Kariera muzyczna i rozrywkowa
Wychowywał się na kieleckim osiedlu Sady. W 1992 ukończył Technikum Budowlane. Pod koniec lat 80. występował jako DJ w klubach i dyskotekach, realizował również wówczas nagrania demonstracyjne. W 1991 wyjechał do Francji, gdzie założył zespół Leeroy & The Western Posse, z którym występował również w Niemczech. Po powrocie do Polski w 1992 nagrał pierwsze utwory jako P.M. Cool Lee, które ukazały się na wydawnictwie East On Da Mic. Płyta nie uzyskała zainteresowania ze strony publiczności i krytyków muzycznych, jednakże muzyk promował ją podczas lokalnych koncertów. Wkrótce potem podjął współpracę z kielecką grupą hip-hopową Wzgórze Ya-Pa 3. W celu rozwinięcia kariery wraz z rodziną przeprowadził się następnie do Gdyni.
Działalność Piotra Marca wzbudziła zainteresowanie wytwórni muzycznej BMG Ariola Poland, z którą w październiku 1994 podpisał kontrakt. 22 maja 1995 ukazał się pierwszy singel sygnowany pseudonimem Liroy zatytułowany „Scyzoryk”. Tytułowy utwór cieszył się dużą popularnością za sprawą intensywnej promocji ze strony wytwórni. Do kompozycji zrealizowany został również teledysk. Kolejnym sukcesem okazał się utwór „Scoobiedoo Ya”. W lipcu Liroy wystąpił na festiwalu Marlboro Rock-In w Sopocie, poprzedzając koncert amerykańskiego rapera Ice-T. Miesiąc później ukazała się płyta pt. Alboom, która osiągnęła największy sukces w historii polskiego hip-hopu, sprzedając się w nakładzie ponad 500 tys. egzemplarzy. Miesiąc po premierze wydawnictwo uzyskało status złotej płyty. Sukces Liroya przyniósł zainteresowanie ze strony krajowych mediów.
W ramach promocji odbył trasę koncertową w Polsce. Nawiązał współpracę z zagranicznymi wykonawcami, realizując utwory w Nowym Jorku i Londynie. Założył wytwórnię muzyczną Def Noizz Records i rozpoczął pracę nad kolejnym albumem. Również w 1995 został laureatem nagrody polskiego przemysłu fonograficznego Fryderyka w kategoriach „album roku – muzyka taneczna” oraz „album roku – muzyka alternatywna”. W 1996 pochodzące z debiutanckiej płyty piosenki „Scoobidoo-Ya” i „Scyzoryk” zostały wykorzystane w filmie Pawła Łozińskiego pt. Kratka. Następnie w listopadzie ukazał się pierwszy minialbum Liroya pt. Bafangoo! część 1, który uzyskał status złotej płyty. W kompozycjach zostały wykorzystane m.in. sample pochodzące z filmu Psy 2. Ostatnia krew. Wydawnictwo raper promował podczas koncertów w Polsce czy w Stanach Zjednoczonych, gdzie zagrał w nowojorskim klubie CBGB. Promujący płytę singel „...I co dalej?!” cieszył się popularnością, jednakże nie przyczynił się do sprzedaży na poziomie poprzedniego wydawnictwa.
Na początku 1997 skomponował muzykę na potrzeby spektaklu Teatru Telewizji Kariera Arturo Ui w reżyserii Piotra Szulkina. W czerwcu wydał album pt. L, który zawierał m.in. utwór „Mano a mano”, wykorzystywany przez boksera Przemysława Saletę przed walkami. Gościnnie na płycie wystąpił Tomasz Lipnicki, znany z występów w grupie Illusion. Wydawnictwo promowała kompozycja „Skaczcie do góry”, do której został realizowany teledysk, którego scenografia została nagrodzona na Festiwalu Polskich Wideoklipów Yach Film. W 1998 otrzymał Fryderyka w kategorii „najlepszy album rap i hip-hop”. W 1998 wraz z wokalistą Perfectu Grzegorzem Markowskim nagrał przeznaczoną dla serialu Ekstradycja 3 kompozycję „Twoje Miasto” z muzyką Janusza Stokłosy.
W sierpniu 1999 wydał album pt. Dzień Szaka-L’a (Bafangoo, część 2.), który sprzedał się w nakładzie 200 tys. egzemplarzy oraz zapewnił Liroyowi Fryderyka w kategorii „album roku rap / hip-hop”. W 1999 utwór rapera znalazł się na składance Jedna rasa – ludzka rasa: Muzyka przeciwko rasizmowi II, sygnowanej przez Stowarzyszenie „Nigdy Więcej”. We wrześniu 2000 do sprzedaży trafia kompilacja 10, zawierająca utwory pochodzące z poprzednich albumów Liroya oraz nową kompozycję „L2K”, do której został realizowany teledysk w reżyserii Bo Martina. W październiku 2001 ukazała się kolejna płyta Liroya pt. Bestseller. W nagraniach wzięli udział między innymi Ice-T, DJ Tomekk, Kayah, Mieczysław Szcześniak i Mika Urbaniak. Płytę promował singel „Hello – czy ty czujesz to?” z udziałem Lionela Richiego oraz samplami z utworu „Hello”.
W 2004, w ramach powołanej przez siebie fundacji Liroy Bank, otworzył w Kielcach ośrodek dla młodzieży Kielecka Szkoła Jazdy. W 2006 powołał własne przedsiębiorstwo DEF Entertainment Sp. z o.o, 27 listopada wydał album pt. L Niño vol. 1, a 21 grudnia 2007 ukazała się kompilacja jego przebojów pt. Grandpaparapa (Powrót króla). Również w 2007 założył firmę odzieżową Def Life. Współpracował z zespołem Tuff Enuff, w wyniku której powstał utwór „SecretService75 feat. Liroy” jako gitarowa wersja utworu Liroya „Ta noc jest za krótka”.
W grudniu 2008 opublikował premierowo singel „Cicha noc? cz. 1”, promujący jego kolejny album pt. Nie dla dzieci. Drugi singel „Co w trawie piszczy (Ganja Boogie)” został opublikowany w maju 2009, w utworze gościnnie wystąpiła formacja Wzgórze Ya-Pa 3. Następnie odbyła się premiera utworu „Wariatka z miasta Wariatkowa”, która promowała film Wojna polsko-ruska w reżyserii Xawerego Żuławskiego. W 2010 zasiadł w jury polskich eliminacji do mistrzostw Dancehall Queen & King. Płyta Nie dla dzieci ostatecznie nigdy nie została wydana. Jeden z promujących utworów, „Cicha noc? cz. 1”, trafił na album Art of Beatbox – ARTcore, który ukazał się w kwietniu 2011. 3 października wydał utwór „Kampania”, który nagrał z gościnnym udziałem Metrowego, Skorupa i Rufijoka, do którego powstał teledysk. Utwór był zapowiedzią solowego albumu rapera pt. Przerwa, którego planowana premiera miała odbyć się w listopadzie. Ostatecznie także ta płyta nie została wydana.
W 2013 ukazała się jego autobiograficzna książka zatytułowana AutobiogRAPia. Vol. 1. Na początku marca 2015 oświadczył na Facebooku, że nie jest w stanie pogodzić życia prywatnego z zawodowym, zapowiadając tym samym zakończenie kariery muzycznej.

### Działalność społeczna i polityczna
Przed wyborami parlamentarnymi w 2011 nawiązał współpracę z Januszem Palikotem, który zagrał w teledysku do jego utworu „Kampania”, nawołującym do legalizacji marihuany w Polsce. W 2013 zorganizował kampanię „Posadź Krzak”, mającą zachęcić Polaków do uprawy konopi na szeroką skalę i pokazać możliwości wykorzystania tej rośliny. W 2014 wziął udział w kampanii „1% dla fundacji Instytut Spraw Obywatelskich INSPRO”, występując w serii spotów tej organizacji.
W wyborach parlamentarnych w 2015 kandydował z pierwszego miejsca listy komitetu Kukiz’15 w okręgu świętokrzyskim. Otrzymał 22 614 głosów, uzyskując mandat posła VIII kadencji. Został członkiem Komisji Kultury i Środków Przekazu oraz Komisji Cyfryzacji, Innowacyjności i Nowoczesnych Technologii, a także przewodniczącym Parlamentarnego Zespołu ds. marihuany medycznej. W maju 2016 zrezygnował z członkostwa w stowarzyszeniu Kukiz’15, pozostając w klubie poselskim tego ugrupowania. W lutym 2017 powołał Stowarzyszenie „Skuteczni”, w którym objął funkcję prezesa. W czerwcu tego samego roku został wykluczony z klubu poselskiego Kukiz’15. W 2016 dołączył do Parlamentarnego Zespołu ds. Bezpieczeństwa Programu Szczepień Ochronnych Dzieci i Dorosłych.
W wyborach samorządowych w 2018 wystartował na stanowisko prezydenta Kielc z ramienia KWW Wolność w Samorządzie. W pierwszej turze głosowania zajął trzecie miejsce wśród siedmiu kandydatów z wynikiem 16% głosów. W listopadzie wraz z posłami Wolności powołał koło poselskie Wolność i Skuteczni, zostając jego przewodniczącym (do czasu przekształcenia go w marcu 2019 w KP Konfederacja). Przystąpił także wraz ze Skutecznymi (zarejestrowanymi 15 kwietnia 2019 jako partia Skuteczni Piotra Liroya-Marca) do Konfederacji KORWiN Braun Liroy Narodowcy, powołanej na wybory do Parlamentu Europejskiego w 2019, w których otwierał jej listę w okręgu wielkopolskim (formacja nie uzyskała mandatów). W czerwcu 2019 ogłosił wraz z Markiem Jakubiakiem budowę partii pod nazwą Federacja Jakubiak-Liroy (do czego ostatecznie nie doszło) i opuszczenie Konfederacji. W sierpniu 2019 dołączył do nowo powstałego koła poselskiego Przywrócić Prawo. W wyborach parlamentarnych w tym samym roku bezskutecznie kandydował do Sejmu, otwierając kielecką listę Skutecznych (jedną z pięciu zarejestrowanych przez to ugrupowanie) i uzyskując 7393 głosy. W wyborach samorządowych w 2024 startował do sejmiku pomorskiego z ramienia KW Samorządne Pomorze (współpracującego z Ogólnopolską Koalicją Samorządową).

## Życie prywatne
Wychowywał się w rodzinie, w której ojciec stosował przemoc wobec domowników. W 2015 w wywiadzie telewizyjnym przyznał, że przez pewien czas w młodości zajmował się na swoim osiedlu drobnymi kradzieżami, jednak nie chciał prowadzić takiego życia.
Zawarł w 2012 związek małżeński z Joanną Krochmalską, z którą rozstał się w 2022. Ojciec czwórki dzieci. W 2024 jego drugą żoną została Dorota.

## Wyniki wyborcze
| Wybory | Komitet wyborczy | Komitet wyborczy                              | Organ                            | Okręg | Wynik           |
| ------ | ---------------- | --------------------------------------------- | -------------------------------- | ----- | --------------- |
| 2015   |                  | KWW Kukiz’15                                  | Sejm VIII kadencji               | nr 33 | 22 614 (4,82%)  |
| 2018   |                  | KWW Wolność w Samorządzie                     | Prezydent Miasta Kielce          | –     | 14 016 (16,02%) |
| 2019   |                  | KWW Konfederacja KORWiN Braun Liroy Narodowcy | Parlament Europejski IX kadencji | nr 7  | 40 049 (3,34%)  |
| 2019   |                  | KW Skuteczni Piotra Liroya-Marca              | Sejm IX kadencji                 | nr 33 | 7393 (1,30%)    |
| 2024   |                  | KW Samorządne Pomorze                         | Sejmik Województwa Pomorskiego   | nr 3  | 3164 (1,78%)    |

## Dyskografia
Albumy
| Rok                                                     | Album | Pozycja na liście | Sprzedaż        | Certyfikat                  |
| Rok                                                     | Album | POL               | Sprzedaż        | Certyfikat                  |
| ------------------------------------------------------- | --- | ----------------- | --------------- | --------------------------- |
| 1992                                                    | East On Da Mic (jako P.M. Cool Lee) - Data: 1992 - Wydawca: Starling - Format: CD, CC                      | –                 |                 |                             |
| 1995                                                    | Alboom - Data: 10 lipca 1995 - Wydawca: BMG Ariola Poland - Format: CD, LP, CC                             | 16                | - POL: 500 000+ | - ZPAV: 4 × platynowa płyta |
| 1996                                                    | Bafangoo! część 1 (EP) - Data: 23 listopada 1996 - Wydawca: BMG Ariola Poland - Format: CD, LP, CC         | –                 | - POL: 100 000+ | - ZPAV: złota płyta         |
| 1997                                                    | L - Data: 6 czerwca 1997 - Wydawca: BMG Ariola Poland - Format: CD, CC                                     | –                 | - POL: 100 000+ | - ZPAV: złota płyta         |
| 1999                                                    | Dzień Szaka-L’a (Bafangoo, część 2.) - Data: 5 sierpnia 1999 - Wydawca: BMG Ariola Poland - Format: CD, CC | –                 | - POL: 100 000+ | - ZPAV: platynowa płyta     |
| 2001                                                    | Bestseller - Data: 13 listopada 2001 - Wydawca: BMG Ariola Poland - Format: CD, CC                         | 6                 | - POL: 50 000+  | - ZPAV: złota płyta         |
| 2006                                                    | L Niño vol. 1 - Data: 27 listopada 2006 - Wydawca: DEF Entertainment - Format: CD                          | 46                | - POL: 4900+    |                             |
| „–” oznacza, że album nie był notowany na danej liście. | |                   |                 |                             |

Kompilacje
| Rok                                                     | Album                                                                                          | Pozycja na liście |
| Rok                                                     | Album                                                                                          | POL               |
| ------------------------------------------------------- | ---------------------------------------------------------------------------------------------- | ----------------- |
| 2000                                                    | 10 - Data: 22 września 2000 - Wydawca: BMG Ariola Poland - Format: CD, CC                      | 44                |
| 2007                                                    | Grandpaparapa (Powrót króla) - Data: 21 grudnia 2007 - Wydawca: DEF Entertainment - Format: CD | –                 |
| „–” oznacza, że album nie był notowany na danej liście. |                                                                                                |                   |

Single
| Rok                                                      | Tytuł                                                       | Pozycja na liście | Pozycja na liście | Pozycja na liście | Pozycja na liście | Album                                |
| Rok                                                      | Tytuł                                                       | SLiP              | LP3               | 30 ton            | PiK               | Album                                |
| -------------------------------------------------------- | ----------------------------------------------------------- | ----------------- | ----------------- | ----------------- | ----------------- | ------------------------------------ |
| 1995                                                     | „Scyzoryk” (oraz Wzgórze Ya-Pa 3)                           | –                 | –                 | 29                | –                 | Alboom                               |
| 1996                                                     | „...I co dalej?!”                                           | –                 | –                 | 15                | –                 | Bafangoo! część 1                    |
| 1997                                                     | „Dawno, dawno temu...”                                      | 2                 | –                 | –                 | –                 | L                                    |
| 1997                                                     | „Skaczcie do góry”                                          | 29                | –                 | 18                | 14                | L                                    |
| 1998                                                     | „Moja autobiografia”                                        | 6                 | 32                | 1                 | –                 | Dzień Szaka-L’a (Bafangoo, część 2.) |
| 1999                                                     | „Kiedy jesteś na dnie”                                      | 42                | –                 | 31                | –                 | Dzień Szaka-L’a (Bafangoo, część 2.) |
| 1999                                                     | „Impreza” (oraz Yaro, Onil, George, Zoya)                   | 6                 | 32                | 4                 | 1                 | Dzień Szaka-L’a (Bafangoo, część 2.) |
| 2000                                                     | „HaHa – że jak?”                                            | –                 | –                 | –                 | –                 | Dzień Szaka-L’a (Bafangoo, część 2.) |
| 2000                                                     | „L2K”                                                       | –                 | –                 | –                 | –                 | 10                                   |
| 2001                                                     | „Hello – Czy Ty czujesz to?” (oraz Lionel Richie)           | 6                 | –                 | 6                 | 11                | Bestseller                           |
| 2002                                                     | „...a jebać mi się chce!”                                   | –                 | –                 | –                 | –                 | Bestseller                           |
| 2006                                                     | „Kiedyś przyjdzie taki dzień”                               | –                 | –                 | –                 | –                 | L Niño vol. 1                        |
| 2006                                                     | Katarzyna Skrzynecka – „W sieci kłamstw” (oraz Liroy)       | –                 | –                 | –                 | –                 | Koa                                  |
| 2008                                                     | „Cicha noc? cz. 1”                                          | –                 | –                 | –                 | –                 | Nie dla dzieci                       |
| 2009                                                     | „Co w trawie piszczy (Ganja Boogie)” (oraz Wzgórze Ya-Pa 3) | –                 | –                 | –                 | –                 | Nie dla dzieci                       |
| 2009                                                     | „Wariatka z miasta Wariatkowa”                              | –                 | –                 | –                 | –                 | Nie dla dzieci                       |
| 2011                                                     | „Kampania” (oraz Metrowy, Skorup, Rufijok)                  | –                 | –                 | –                 | –                 | Przerwa                              |
| „–” oznacza, że singel nie był notowany na danej liście. |                                                             |                   |                   |                   |                   |                                      |

Pozostałe notowane utwory
| 1995 | „Scobiedoo Ya'”                                          | 2  | –  | Alboom            |
| 1996 | „Bafanq!”                                                | 33 | –  | Bafangoo! część 1 |
| 1997 | „Chcesz opowiem ci bajeczkę”                             | 14 | 6  | L                 |
| 2002 | „World Is a Ghetto” (oraz Ice-T)                         | –  | 25 | Bestseller        |
|      | „–” oznacza, że singel nie był notowany na danej liście. |    |    |                   |

Inne
| Rok  | Album                                                                | Utwór                                                    | Źródło        |
| ---- | -------------------------------------------------------------------- | -------------------------------------------------------- | ------------- |
| 1999 | Jedna rasa – ludzka rasa: Muzyka przeciwko rasizmowi II (kompilacja) | Liroy – „Artur – Epilog”                                 | [ 76 ]        |
| 1999 | Janusz Stokłosa – Ekstradycja 3 (ścieżka dźwiękowa)                  | Liroy, Grzegorz Markowski – „Twoje miasto”               | [ 12 ]        |
| 2000 | Chłopaki nie płaczą (ścieżka dźwiękowa)                              | Liroy – „Zaskakująca zmiana sytuacji”                    | [ 12 ] [ 77 ] |
| 2000 | Kukiz i Piersi – Pieśni Ojczyźniane                                  | gościnnie rap w utworze „Policja”                        | [ 78 ]        |
| 2004 | Monika Brodka – Album                                                | gościnnie rap w utworze „Cosmo”                          | [ 79 ]        |
| 2005 | Art of Beatbox – ARTcore.EP                                          | gościnnie rap w utworze „Intro (L-Niño vol. 1)”          | [ 80 ]        |
| 2005 | Katarzyna Skrzynecka – Koa                                           | gościnnie rap w utworze „W sieci kłamstw”                | [ 75 ]        |
| 2005 | Road Hip Hop 2005 (kompilacja)                                       | Liroy, WYP 3 – „My robimy to tak!”                       | [ 81 ]        |
| 2006 | Mieczysław Szcześniak – Zwykły cud                                   | gościnnie rap w utworze „Ciemność oślepia (cel-a)”       | [ 82 ]        |
| 2006 | Ewa Sonnet – Nielegalna                                              | remiks utworu „Nie zatrzymasz mnie”                      | [ 83 ]        |
| 2006 | Borixon – Zacieram ręce dzieciak                                     | gościnnie rap w utworze „Napiłbym się z Tobą wódki dziś” | [ 84 ]        |
| 2009 | Rap Propaganja Vol.2 – Diss Na Rząd (kompilacja)                     | Liroy, WYP 3 – „Co w trawie piszczy”                     | [ 85 ]        |
| 2010 | Buczer – Podejrzany o rap: Mixtape vol. 2                            | gościnnie rap w utworze „Nie wkurwiaj mnie”              | [ 86 ]        |
| 2011 | Art of Beatbox – ARTcore                                             | gościnnie rap w utworze „Cicha noc? cz. 1”               | [ 87 ]        |
| 2013 | Zawodnik, Kesz i ToudDogg – Bękarty Rap Gry                          | gościnnie rap w utworze „SWUWD”                          | [ 88 ]        |
| 2013 | Wojtas – 23                                                          | gościnnie rap w utworze „OlDirtyDancing”                 | [ 89 ]        |
| 2018 | Zipera – Meritum                                                     | gościnnie rap w utworze „Polaryzacja”                    | [ 90 ]        |

## Teledyski
| Rok       | Tytuł                                                | Album                                                   | Źródło |
| --------- | ---------------------------------------------------- | ------------------------------------------------------- | ------ |
| 1995      | „Scyzoryk” (oraz Wzgórze Ya-Pa 3)                    | Alboom                                                  |        |
| 1995      | „Scoobiedoo Ya”                                      | Alboom                                                  |        |
| 1995      | „Korrba”                                             | Alboom                                                  |        |
| 1996      | „...I co dalej?!”                                    | Bafangoo! część 1                                       |        |
| 1997      | „Skaczcie do góry”                                   | L                                                       |        |
| 1997      | „Impreza” (oraz Yaro, Onil, George, Zoya)            | Dzień Szaka-L’a (Bafangoo, część 2.)                    |        |
| 2000      | „L2K”                                                | 10                                                      | [ 16 ] |
| 2001      | „Hello – Czy Ty czujesz to?” (oraz Lionel Richie)    | –                                                       | [ 91 ] |
| 2002      | „World Is a Ghetto” (oraz Ice-T)                     | Bestseller                                              | [ 92 ] |
| 2004      | „Kiedyś przyjdzie taki dzień”                        | L Niño vol. 1                                           |        |
| 2005      | „My robimy to tak” (oraz Wzgórze Ya-Pa 3)            | L Niño vol. 1                                           |        |
| 2007      | „Ta noc jest za krótka na sen” (oraz Radoskór)       | L Niño vol. 1                                           | [ 93 ] |
| 2009      | „Wariatka z miasta Wariatkowa”                       | Nie dla dzieci / Wojna polsko-ruska (ścieżka dźwiękowa) | [ 94 ] |
| 2011      | „Kampania” (oraz Metrowy, Skorup, Rufijok)           | Przerwa                                                 |        |
| Gościnnie |                                                      |                                                         |        |
| 2009      | Art of Beatbox – „Cicha noc? cz. 1” (oraz Liroy)     | ARTcore                                                 | [ 95 ] |
| 2021      | Belmondawg – „Kto by pomyślał?” (oraz Liroy)         | –                                                       | [ 96 ] |
| 2021      | Dizkret, schafter, VNM – „Co u Ciebie?” (oraz Liroy) | De Nekst Best Mixtape 2                                 | [ 97 ] |

## Filmografia
| Tytuł                      | Rok  | Uwagi                                                                                      | Źródło |
| -------------------------- | ---- | ------------------------------------------------------------------------------------------ | ------ |
| Kielce, czyli polski Bronx | 1995 | film dokumentalny; reż. Bogna Świątkowska, Marek Lamprecht; jako on sam                    | [ 98 ] |
| Kratka                     | 1996 | film fabularny; reż. Paweł Łoziński; autor piosenek („Liroy”, „Scyzoryk”, „Scoobidoo-ya”)  | [ 12 ] |
| Ekstradycja 3              | 1998 | serial telewizyjny; reż. Wojciech Wójcik; autor piosenki („Twoje miasto”)                  | [ 12 ] |
| Miodowe lata               | 1999 | serial telewizyjny (odc. 39); reż. Maciej Wojtyszko; autor piosenki („Scyzoryk”)           | [ 12 ] |
| Bajland                    | 2000 | film fabularny; reż. Henryk Dederko; w roli psychiatry                                     | [ 12 ] |
| Chłopaki nie płaczą        | 2000 | film fabularny; reż. Olaf Lubaszenko; muzyka                                               | [ 12 ] |
| Miss mokrego podkoszulka   | 2002 | film fabularny; reż. Witold Adamek; w roli aresztanta                                      | [ 12 ] |
| Niania                     | 2006 | serial telewizyjny; reż. Jerzy Bogajewicz; w roli gwiazdy                                  | [ 12 ] |
| Wojna polsko-ruska         | 2009 | film fabularny; reż. Xawery Żuławski; autor piosenki („Wariatka z miasta Wariatkowa”)      | [ 12 ] |
| Amnezja                    | 2019 | film dokumentalny; reż. Maciej Kuciel; jako on sam                                         | [ 12 ] |
| Rojst ’97                  | 2019 | serial telewizyjny; reż. Jan Holoubek; autor piosenki („Scyzoryk”)                         | [ 12 ] |
| Raz, jeszcze raz           | 2020 | film fabularny; reż. Paweł Czarzasty, Krzysztof Zbieranek; autor piosenki („Scoobidoo-ya”) | [ 12 ] |
| Miłość na pierwszą stronę  | 2022 | film fabularny; reż. Maria Sadowska; jako on sam                                           | [ 12 ] |
| Don’t F**k with Liroy      | 2025 | film dokumentalny; reż. Małgorzata Kowalczyk; jako on sam, autor piosenek                  | [ 99 ] |

## Nagrody i wyróżnienia
| Rok  | Kategoria | Nagroda   | Uwagi     | Źródło  |
| ---- | --- | --------- | --------- | ------- |
| 1995 | Wokalista roku | Fryderyk  | nominacja | [ 11 ]  |
| 1995 | Album roku – muzyka taneczna (Alboom)                                                                                                 | Fryderyk  | wygrana   | [ 11 ]  |
| 1995 | Album roku – muzyka alternatywna (Alboom)                                                                                             | Fryderyk  | wygrana   | [ 11 ]  |
| 1997 | Album roku – rap & hip-hop (L) | Fryderyk  | wygrana   | [ 13 ]  |
| 1999 | Album roku – rap / hip-hop (Dzień Szaka-L’a (Bafangoo, część 2.))                                                                     | Fryderyk  | wygrana   | [ 14 ]  |
| 2001 | Scenariusz („L2K”) | Yach Film | nominacja | [ 100 ] |
| 2001 | Kreacja Aktorska Wykonawcy Utworu Muzycznego („L2K”)                                                                                  | Yach Film | nominacja | [ 100 ] |
| 2001 | Grand Prix („L2K”) | Yach Film | nominacja | [ 100 ] |
| 2001 | Album roku – hip-hop (Bestseller) | Fryderyk  | nominacja | [ 101 ] |
| 2002 | Reżyseria („Hello, czy ty czujesz to?”)                                                                                               | Yach Film | nominacja | [ 102 ] |
| 2002 | Kreacja aktorska wykonawcy utworu muzycznego („Hello, czy ty czujesz to?”)                                                            | Yach Film | nominacja | [ 102 ] |
| 2002 | Wideoklipy reprezentujące Polskę w 2. Konkursie Krajów Skandynawskich i Nadbałtyckich „Bursztynowe Oko” („Hello, czy ty czujesz to?”) | Yach Film | nominacja | [ 102 ] |